# Мальтальяти

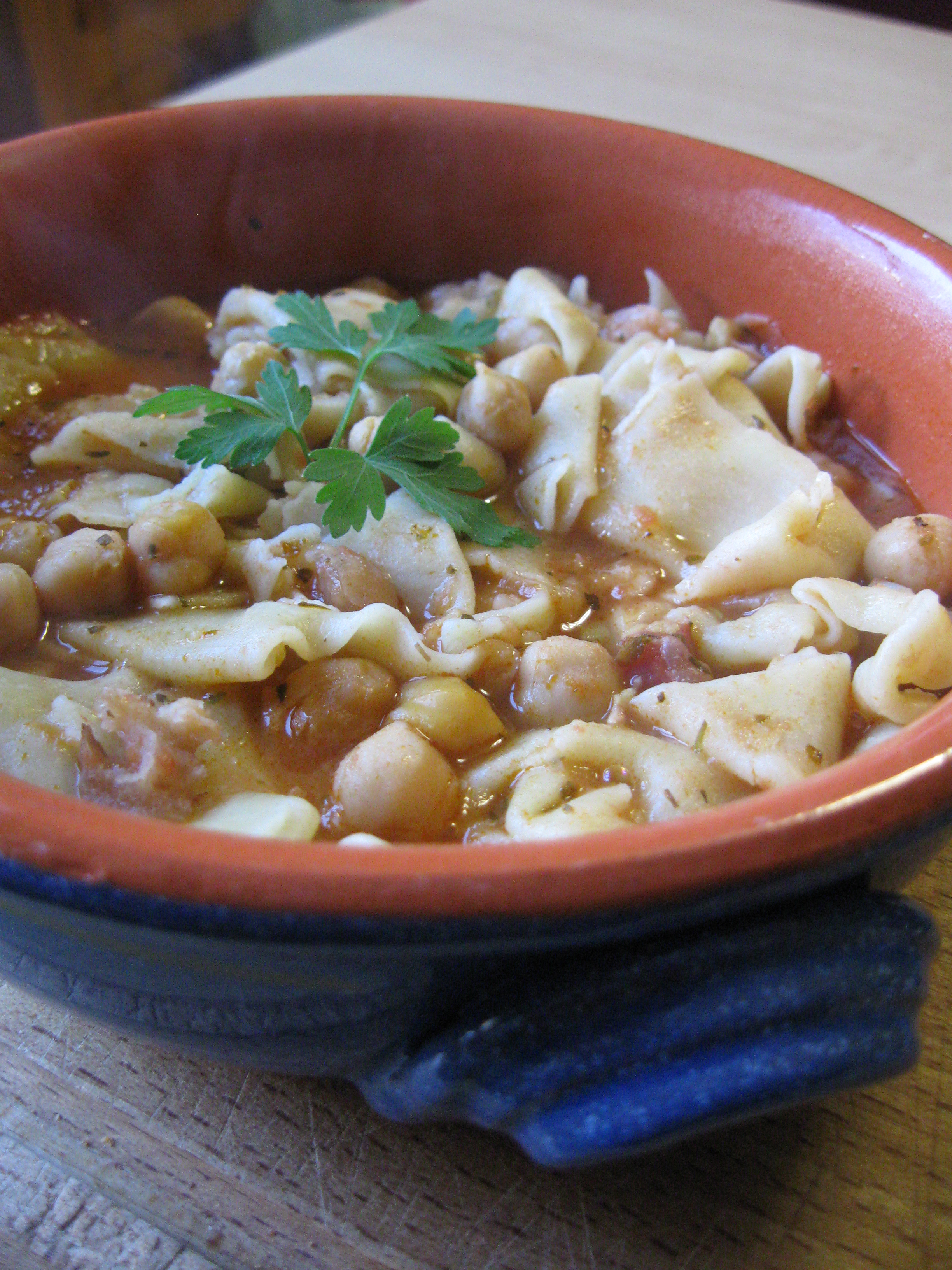
Паста из нута и яичной мальтальяти

Мальтальяти (итал. maltagliati) — тип пасты, характерный для итальянского региона Эмилия-Романья. Делается из теста, оставшегося после приготовления тальятелле или равиоли. Название переводится как «плохо порезанный».

## Характеристика
При приготовлении пасты, такой как тальятелле, тесто раскатывают, а затем разрезают на тонкие полоски. Лишние части теста, как правило, края, остаются неправильной формы и толщины, их называют «плохо нарезанные» или по-итальянски maltagliati. Мальтальяти нарезают из таких обрезков макаронных изделий и различаются по форме, размеру и толщине.
Как еда для бедных, рецепты блюд с мальтальяти обычно состоят из простых и недорогих ингредиентов. Самое классическое использование мальтальяти — в фасолевом супе, но есть и другие рецепты с их использованием.
Мальтальяти — не единственная паста, которую традиционно готовят из обрезков теста. Строццапрети, паста из Романьи, не режут, как мальтальяти, а раскатывают в ладонях, в результате чего получаются макаронные изделия удлинённой формы. Легенда о строццапрети связана с обязательной десятиной для местного духовенства. Согласно легенде, домохозяйки из Романьи, изготовляя эту пасту, возможно, заметили: «Этим мы могли бы задушить (strozza) священника?»

## Происхождение
Современные мальтальяти очень похожи на аналогичные, известные из литературных источников древнеримских и греческих времен изделия, под названием «лаганон». Возможно, оттуда они и ведут своё происхождение.